# Rosyjski Komitet Społeczny w Polsce
Rosyjski Komitet Społeczny w Polsce (ros. Российский Общественный Комитет в Польше) - emigracyjne przedstawicielstwo Białych Rosjan w Polsce w okresie międzywojennym
27 grudnia 1918 r. w Warszawie został utworzony Komitet Rosyjski. Na jego czele stanął M. A. Iskricki. Skupiał białych emigrantów rosyjskich, którzy osiedlili się w Polsce. Miał za zadanie okazywać im pomoc prawną i materialną. Komitet składał się z kierownictwa (7 członków stałych i 3 tymczasowych) oraz kilku komisji, w tym prasowej, kulturalno-oświatowej i cerkiewnej. Z biegiem czasu powstały oddziały Komitetu w różnych miastach, jak Baranowicze, Kalisz, Kowel, Łódź, Toruń, Równe. Organem prasowym były pisma "Информационный бюллетень Русского общественного комитета в Польше" i "Под русским стягом". Komitet prowadził warsztaty i stołówkę. W 1931 r. przemianowano go na Rosyjski Komitet Społeczny w Polsce. Kierownictwo Komitetu przejawiało tendencje monarchistyczne. Kolejnym przewodniczącym był gen. Pantalejmon N. Simanski. Działalność Komitetu zakończyła niemiecka okupacja Polski. Wiadomo, że istniał jeszcze do grudnia 1939 r., wchodząc w skład tzw. Rosyjskiej Grupy Ludowej. Funkcję ostatniego przewodniczącego Komitetu pełnił N. G. Bułhakow.